# Regina Vianna
Maria Regina Vianna Menegale, mais conhecida como Regina Vianna (Porto Alegre, 23 de março de 1942 — Teresópolis, 18 de fevereiro de 2024) foi uma atriz brasileira que participou de diversos trabalhos na TV Globo nas décadas de 1970 e 1980. Em 18 de fevereiro, ela morreu aos 81 anos em decorrência de um acidente vascular cerebral hemorrágico, no Hospital de Clínicas de Teresópolis, na serra do Rio de Janeiro.

## Carreira

### Na Televisão
| Ano  | Título                | Personagem         | Notas                                 |
| ---- | --------------------- | ------------------ | ------------------------------------- |
| 1983 | Eu Prometo            | Joana              | [ 3 ]                                 |
| 1983 | Caso Verdade          | Zilda              | Episódio: "Cinco Dias Fora da Rotina" |
| 1981 | O Bem-Amado           | Viúva              | Episódio: "Um Defunto à Bahiana"      |
| 1978 | Dancin' Days          | Neide              | [ 4 ]                                 |
| 1977 | Nina                  | Marta              |                                       |
| 1976 | Planeta dos Homens    | Vários personagens |                                       |
| 1975 | Helena                | Tomásia Camargo    |                                       |
| 1975 | Caso Especial         | Dionísia           | Episódio: "A Ilha no Espaço"          |
| 1975 | O Grito               | Dorothéa           |                                       |
| 1975 | Roque Santeiro        | Salma              | Versão censurada                      |
| 1974 | O Rebu                | Roberta Menezes    | [ 7 ]                                 |
| 1974 | Fogo Sobre Terra      | Rita               |                                       |
| 1972 | Shazan, Xerife e Cia. | —                  | Episódio: "A Camicleta"               |

### No teatro[8]
- 1986/1987 - Ninguém Paga, Ninguém Paga
- 1986 - Há Vagas Para Moças de Fino Trato
- 1984 - Apesar de Tudo
- 1981/1983 - Pegue e Não Pague!
- 1980 - Este Banheiro É Pequeno Demais Para Nós Dois
- 1979 - A Resistência
- 1976 - O Porco Ensanguentado
- 1976 - A Mulher Integral
- 1975 - Ars Contemporânea
- 1974 - A Teoria na Prática É a Outra
- 1973 - Alegro Desbum
- 1972 - Por Mares Nunca De Antes Navegados - Elegia a Camões
- 1971/1972 - Castro Alves Pede Passagem
- 1970 - Medeia
- 1970 - Macbeth
- 1969 - Morte e Vida Severina
- 1969 - A Moreninha
- 1968 - As Relações Naturais
- 1968 - Eu Sou Vida, Eu Não Sou Morte
- 1968 - Matheus e Matheusa
- 1967 - Lisístrata
- 1967 - Toda Nudez Será Castigada
- 1964/1965 - As Feiticeiras de Salém
- 1964 - História do Zoológico
- 1964 - Tartufo
- 1962 - Auto de Moralidade da Embarcação do Inferno
- 1960 - O Pecado da Carne